# Hege (essensches Adelsgeschlecht)

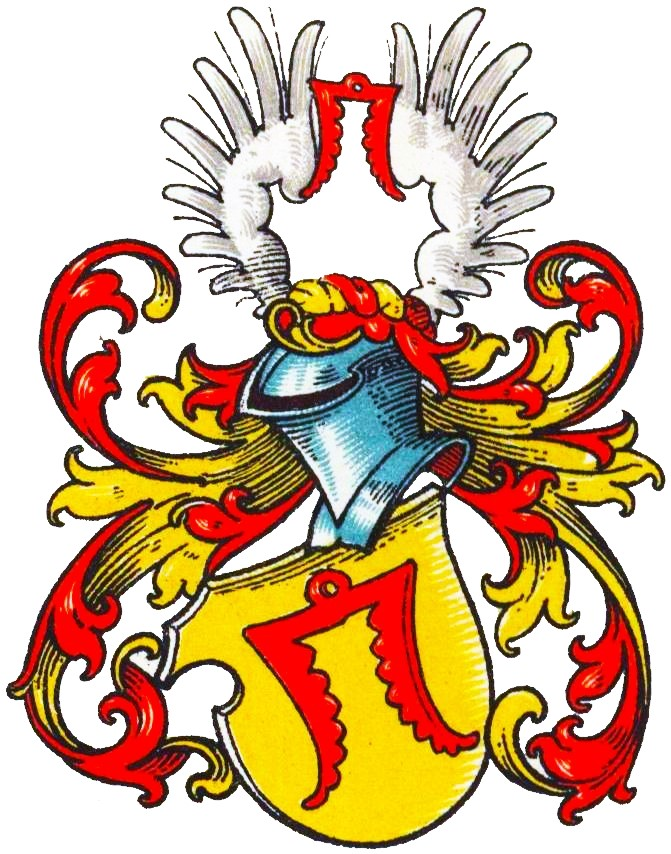
Wappen derer von (der) Hege im Wappenbuch des Westfälischen Adels

Hege (auch von (der) Heghe, von (der) Heyghe o. ä.) ist der Name eines essenschen Adelsgeschlechts.
Die Familie ist zu unterscheiden von den münsterländischen Herren von der Hege.

## Geschichte
Der namensgebende Stammsitz des Geschlechts war ein zum Stift Essen gehörendes Haus in der Hege (domo in der Hege), das bereits 1285 erwähnt wird. Laut Max von Spießen waren Herren von Hege Lehnsleute der Abtei Werden.
1316 treten die Brüder Gerhard, Rutger und Arnold von Hege als Bürgen für ihren Bruder Caesarius von Schalke (Schedelich) auf. Die Herren von Schalke führten jedoch wie die Herren von Altendorf drei Pferdeprammen im Wappen, während die Herren von Hege nur eine Pferdepramme im Schild führten (siehe unten). Arnold von Heghe tritt im selben Jahr ein weiteres Mal als Urkundenzeuge auf, ferner 1327 (als Knappe und zusammen mit Wenemar von Hege) und 1328.
Sophia von Hege (Heygheren) wurde 1359 von Gerhard von der Poe (de Pavone), Dechant an St. Georg in Köln, nach einer Prüfung im Lesen und Kirchengesang sowie ihres Lebenswandels für geeignet erklärt, in das Stift Schwarzrheindorf einzutreten. An dieser Stelle werden auch der Vater der Sophia und Cesarius von der Heghe erwähnt.
Spießen gibt an, dass die Familie um 1500 erlosch.

## Wappen
Blasonierung: In Gold eine rote Pferdepramme. Auf dem rot-golden bewulsteten Helm eine rote Pferdepramme zwischen einem offenen silbernen Flug.